# Schrödingerjeva enačba
Schrödingerjeva enáčba [šrédingerjeva ~] v fiziki opisuje časovno odvisnost kvantnomehanskih sistemov. Zaradi osrednje vloge, ki jo ima v kvantni mehaniki, jo primerjajo z drugim Newtonovim zakonom v klasični mehaniki. Prvi jo je leta 1925 zapisal avstrijski fizik Erwin Schrödinger.
V kvantni mehaniki množico vseh mogočih stanj sistema opiše kompleksni Hilbertov prostor, posamezno stanje sistema pa ustreza enotnemu vektorju v tem sistemu. Vektor stanja opiše verjetnosti za mogoče izide merjenj, izvedenih na sistemu. Ker se stanje sistema s časom spreminja, je vektor stanja odvisen od časa. V splošnem je stanje sistema odvisno tudi od kraja; vektor stanja je torej odvisen tudi od spremenljivke x (v trirazsežnem prostoru jo navadno označimo z r). Schrödingerjeva enačba podaja kvantitativni opis hitrosti spremembe vektorja stanja:
V Diracovi notaciji bra-ket označimo trenutni vektor stanja v času t z |ψ(t)〉, Schrödingerjeva enačba pa ima obliko:
{\displaystyle H\left|\psi (t)\right\rangle =i\hbar {\partial  \over \partial t}\left|\psi (t)\right\rangle }
Pri tem je i imaginarna enota, ℏ Planckova konstanta, deljena z 2π, hamiltonka H pa Hermitski sebi-adjungiran linearni operator v prostoru stanj. Hamiltonka opisuje skupno energijo sistema. Podobno kot Newtonov drugi zakon ne določa narave sile, je tudi oblika hamiltonke v Schrödingerjevi enačbi določena šele s fizikalnimi lastnostmi kvantnomehanskega sistema.
Natančnejši opis vloge operatorjev v kvantni mehaniki je podan v članku matematične osnove kvantne mehanike.

## Schrödingerjeva enačba brez časovne odvisnosti
Če potencialna energija ni odvisna od časa, vsaki Hamiltonovi funkciji ustreza množica kvantnih stanj, znanih kot lastna stanja energije, ki zadoščajo zvezi za lastne vrednosti:
{\displaystyle H|\psi (t)\rangle =E|\psi (t)\rangle }
Vsako takšno stanje poseduje določeno polno energijo, katere vrednost E je lastna vrednost vektorja stanja pri danem Hamiltonovem operatorju. Enačba za lastne vrednosti je znana kot Schrödingerjeva enačba brez časovne odvisnosti. Lastnost hermitskih operatorjev, kakršen je Hamiltonov operator, je, da so lastne vrednosti realne, kar bi pričakovali, saj je energija opazljiva količina.
Enačbo brez časovne odvisnosti lahko vstavimo v Schrödingerjevo enačbo s časovno odvisnostjo:
{\displaystyle i\hbar {\partial  \over \partial t}\left|\psi (x,t)\right\rangle =E|\psi (t)\rangle }
Enačbo je enostavno rešiti, kadar operator H ni odvisen od časa t, z drugimi besedami, kadar velja
{\displaystyle {\partial H \over \partial t}=0}
Z ločitvijo spremenljivk vidimo, da se v tem primeru z naraščajočim časom spreminjajo le kompleksna faza vektorjev stanj energijskih lastnih stanj.
{\displaystyle \left|\psi (x,t)\right\rangle =e^{-iEt/\hbar }|\psi (x,0)\rangle }
Energijska lastna stanja so pripravna, ker je njihova časovna odvisnost tako enostavna; to je obenem tudi razlog, zakaj je Schrödingerjeva enačba brez časovne odvisnosti tako uporabna. Vedno lahko izberemo množico trenutnih lastnih stanj, katerih vektorji stanja {|n(x)>} tvorijo bazo prostora stanj. Vsak vektor stanja |ψ(x,t)> lahko tedaj zapišemo kot linearno superpozicijo energijskih lastnih stanj:
{\displaystyle |\psi (x,t)\rangle =\sum _{n}c_{n}(t)|n\rangle \quad ,\quad H|n\rangle =E_{n}|n\rangle \quad ,\quad \sum _{n}|c_{n}(t)|^{2}=1}
Zadnja enačba podaja zahtevo, da je |ψ(x,t)>, enako kot vsi vektorji stanja, enotski vektor. Če uporabimo Schrödingerjevo enačbo na obeh straneh prve enačbe, in upoštevaje, da so bazni vektorji po definiciji linearno neodvisni, hitro dobimo:
{\displaystyle i\hbar {\frac {\partial c_{n}}{\partial t}}=E_{n}c_{n}(t)}
Če torej poznamo razvoj vektorja stanja |ψ(x,t)> po energijskih baznih vektorjih v času t = 0, je njegova vrednost v kateremkoli poznejšem trenutku podana z enačbo:
{\displaystyle |\psi (x,t)\rangle =\sum _{n}e^{-iE_{n}t/\hbar }c_{n}(0)|n(x)\rangle }
Če več: če poznamo začetno stanje |ψ(x,0)>, lahko z upoštevanjem ortonormalnosti izračunamo
{\displaystyle c_{n}(0)=\left\langle n|\psi \right\rangle }
To nas privede do izraza:
{\displaystyle \psi (x,t)=\sum _{n}n(x)\left\langle n|\psi \right\rangle e^{-iE_{n}t/\hbar }}
Kanonični obliki tega izraza sta

"Oblika vektorja stanja"
{\displaystyle |\psi \rangle =\sum _{n}|n\rangle \left\langle n|\psi \right\rangle e^{-iE_{n}t/\hbar }}
"Merilna (projekcijska) oblika" :
{\displaystyle \langle x|\psi \rangle =\sum _{n}\langle x|n\rangle \left\langle n|\psi \right\rangle e^{-iE_{n}t/\hbar }}

Matematično ta izraz dobimo iz Sturm-Liouvillove teorije o reševanju parcialnih diferencialnih enačb pri danih robnih pogojih. Analogijo v klasični mehaniki najdemo v valovni teoriji za rečevanje normalnih načinov nihajoče strune.

## Rešitve Schrödingerjeve enačbe
- neskončna ravna potencialna jama
- kvantni harmonični oscilator
- atom vodika